# 死亡広告
死亡広告（しぼうこうこく）は、新聞などの情報誌によって死亡を伝える広告。新聞社などが独自の判断で著名人の死を掲載する記事は死亡記事（訃報、Obituary）と言い、死亡広告に該当しない。
通称「お悔やみ欄」などとも呼ばれる。

## 日本における死亡広告

### 内容

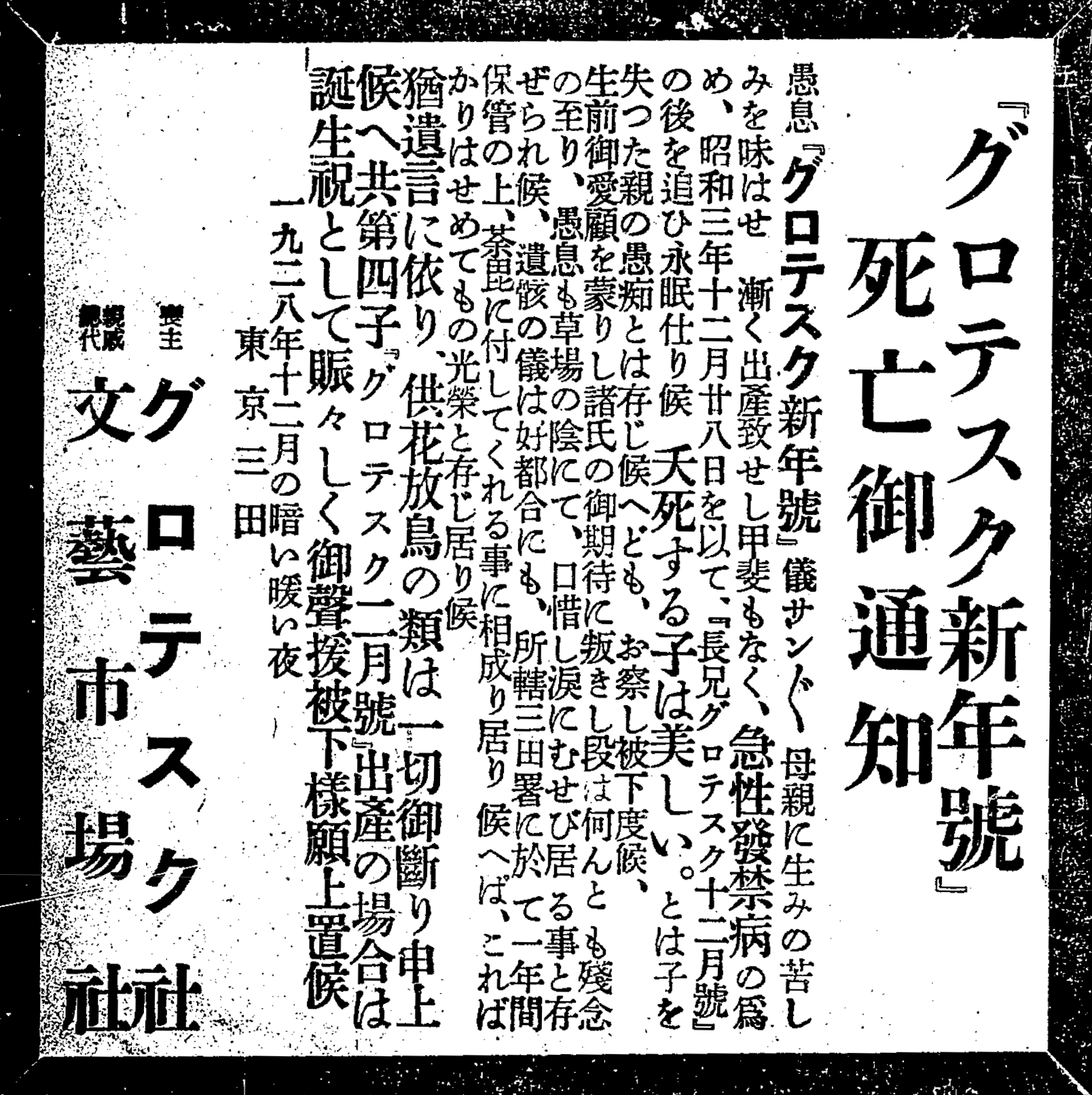
梅原北明の雑誌『グロテスク』の発禁を伝えるパロディ死亡広告（1928年）

死亡広告では通常、物故者の死亡年月日・享年・自宅・葬儀日程・葬儀場所・喪主・葬儀委員長が記載される。死亡広告に記載するか否か、どの新聞に記載するかなどは通常遺族の判断に任される。近年では遺族の希望に基づいて葬儀社が手続きを代行してくれるケースや、葬儀終了後に載せるケースも少なくない。後者のケースは故人の遺志で親戚のみでの家族葬・密葬を行い、部外者の供物・献花・香典を辞退する旨の広告になることが多い。
日本において最初に死亡広告が掲載されたのは、1873年1月14日の『日新真事誌』紙上における外務少輔・上野景範の父の死亡広告（12日死亡、15日出棺）。
通常全国紙や地方紙、ブロック紙（北海道新聞、河北新報、中日新聞、中国新聞、西日本新聞のような、広域で発行される新聞紙）では、希望者のみではあるが毎日多くの死亡広告が載せられている。

### 沖縄における死亡広告
沖縄における地方紙（沖縄紙）の主な収入源として死亡広告がある。沖縄県外の新聞の構成は記事対広告が6対4であるが、沖縄紙の構成は4対6である。沖縄紙では毎日1～2面を割いて死亡広告の掲載スペースを設けている。沖縄の共同体において通夜や葬儀等の義理は極めて重要で、自分と関わりの合った全ての人たちのお悔やみ情報を毎日見る習慣が根強くあり、死亡広告を見て関係者と感じるとそのほぼ全員が職務を一旦中断して葬儀会場に赴いて焼香をするのが風習となっている。そのため、会社経営者等ではない一般人でも遺族はほぼ必ず死亡広告を載せる。また本土の死亡広告で掲載するのは物故者の氏名や年齢や葬儀会場の場所や日程くらいで後はあっても喪主ぐらいであるが、沖縄の死亡広告で掲載するのはそれだけではなく、家族、親戚縁者、友人、関連組織関係者等の個人属性情報を広く広範囲に提示するのが特徴である。
死亡広告の金額は沖縄紙2社（沖縄タイムスと琉球新報）は県内シェアが97％と寡占状態であって非常に高額であり、2013年時点で横3cm・縦6cmの最小枠でも7万円の費用がかかる。2紙に死亡広告を載せる家族もいれば、自分や周辺関係者が購読しているであろう1紙だけに死亡広告を載せる家族もいるが、1紙のみに死亡広告を申し込んだ場合、間もなく家族の元に掲載されなかったライバル紙の会社から電話がかかってくるという。また他のネットサービス社が死亡広告会社を立ち上げようと葬儀社にアプローチをすると、そのたびに「地元新聞社との協定があって一切部外者には提供しない」と断られている。なお、インターネットの普及率が他県と比較して低く、インターネットによる情報収集になれていない高齢者の多さも沖縄紙による死亡広告がビジネスとして大きくなる土壌となっている。沖縄県民にとって仮に死亡広告を見過ごして関係者の葬儀に欠席すると社会的非難されることにつながるので、沖縄紙の政治的論調に賛同できなくても購読停止に踏み切れない要因の一つとなっている。沖縄では死亡広告スペースをそれなりに設けないと新聞が売れないと考えられているために新聞社の販売戦略上やっていることであり、その時々の沖縄紙の死亡広告の掲載量を見ればどちらがより影響力があるかはわかる指標の1つになっていると語られるほど、沖縄では死亡広告がビジネスと大きく結びついている。

## 米国における死亡広告
米国にも地域の新聞などに死亡広告（Obituary page）を出す習慣がある。死亡広告には、故人の姓名、出身地、住所、死亡日時などが掲載される。葬儀は親族のみで執り行われる場合もあるが、親族以外の参列者も受け付けているときは死亡広告に葬儀の場所や時間も記載される。遺族が献花を受け付けているか否かも死亡広告で確認できる。

## 関連書籍
- 惠隆之介『沖縄が中国になる日』育鵬社、2013年。ISBN 9784594067885。
- 仲新城誠『翁長知事と沖縄メディア 「反日・親中」タッグの暴走』産経新聞出版、201。ISBN 9784819112734。
- 兼次映利加『沖縄の危機！』青林堂、2017年。ISBN 9784792605773。
- 明治大学人文科学研究所『沖縄から見た日本 (明治大学公開文化講座)』明治大学人文科学研究所、1994年。ISBN 9784759908947。